# Vláda Ludwiga von Holzgethana
Vláda Ludwiga von Holzgethana byla předlitavská vláda, úřadující od 30. října do 25. listopadu 1871. Vedl ji Ludwig von Holzgethan a měla překlenout období od demise kabinetu Karla von Hohenwarta do doby, než Adolf von Auersperg sestaví vládu, jež by měla v říšské radě podporu.

## Složení vlády
| Resort                              | Ministr                   | Nástup do funkce   | Konec funkce       |
| ----------------------------------- | ------------------------- | ------------------ | ------------------ |
| ministerský předseda                | Ludwig von Holzgethan     | 30. října 1871     | 25. listopadu 1871 |
| ministr zemědělství                 | Ludwig von Possinger      | 30. října 1871     | 25. listopadu 1871 |
| ministr obchodu                     | Otto von Wiedenfeld       | 30. října 1871     | 25. listopadu 1871 |
| ministr kultu a vyučování           | Karl Fidler               | 30. října 1871     | 25. listopadu 1871 |
| ministr financí                     | Ludwig von Holzgethan     | 30. října 1871     | 25. listopadu 1871 |
| ministr vnitra                      | August von Wehli          | 30. října 1871     | 25. listopadu 1871 |
| ministr spravedlnosti               | Georg von Mitis           | 30. října 1871     | 25. listopadu 1871 |
| ministr zeměbrany                   | Heinrich von Scholl       | 30. října 1871     | 25. listopadu 1871 |
| ministr pro haličské záležitosti    | Kazimierz Grocholski      | 30. října 1871     | 25. listopadu 1871 |
| společní ministři Rakouska-Uherska: |                           |                    |                    |
| * ministr zahraničí                 | Ferdinand von Beust       | 30. října 1871     | 8. listopadu 1871  |
| * ministr zahraničí                 | Gyula Andrássy            | 14. listopadu 1871 | 25. listopadu 1871 |
| * ministr války                     | Franz Kuhn von Kuhnenfeld | 30. října 1871     | 25. listopadu 1871 |
| * ministr financí                   | Menyhért Lónyay           | 30. října 1871     | 14. listopadu 1871 |
| * ministr financí                   | Gyula Andrássy            | 14. listopadu 1871 | 25. listopadu 1871 |